# Ryan Bennett
Ryan Bennett (Orsett, 6 marzo 1990) è un ex calciatore inglese, di ruolo difensore.

## Carriera

### Club
Ha giocato nella prima e nella seconda divisione inglese.

### Nazionale
Ha giocato nella nazionale inglese Under-18.
Ha esordito in nazionale Under-21 nella partita di qualificazione agli Europei 2013 vinta per 2-1 in casa della Norvegia.
Il 31 gennaio 2012 viene acquistato dal Norwich City a cui si lega per tre anni

## Statistiche

### Presenze e reti nei club
Statistiche aggiornate al 19 luglio 2020.
| Stagione             | Squadra              | Campionato           | Campionato | Campionato | Coppe nazionali | Coppe nazionali | Coppe nazionali | Coppe continentali | Coppe continentali | Coppe continentali | Altre coppe | Altre coppe | Altre coppe | Totale | Totale |
| Stagione             | Squadra              | Comp                 | Pres       | Reti       | Comp            | Pres            | Reti            | Comp               | Pres               | Reti               | Cpmp        | Pres        | Reti        | Pres   | Reti   |
| -------------------- | -------------------- | -------------------- | ---------- | ---------- | --------------- | --------------- | --------------- | ------------------ | ------------------ | ------------------ | ----------- | ----------- | ----------- | ------ | ------ |
| 2006-2007            | Grimsby Town         | FL2                  | 5          | 0          | FACup+CdL       | 0               | 0               | -                  | -                  | -                  | FLT         | -           | -           | 5      | 0      |
| 2007-2008            | Grimsby Town         | FL2                  | 40         | 1          | FACup+CdL       | 3+1             | 0               | -                  | -                  | -                  | FLT         | 4           | 0           | 48     | 1      |
| 2008-2009            | Grimsby Town         | FL2                  | 45         | 5          | FACup+CdL       | 1+1             | 0               | -                  | -                  | -                  | FLT         | 2           | 0           | 49     | 5      |
| ago.-ott. 2009       | Grimsby Town         | FL2                  | 13         | 0          | FACup+CdL       | 0+1             | 0               | -                  | -                  | -                  | FLT         | 1           | 0           | 15     | 0      |
| Totale Grimsby Town  | Totale Grimsby Town  | Totale Grimsby Town  | 103        | 6          |                 | 7               | 0               |                    | -                  | -                  |             | 7           | 0           | 117    | 6      |
| ott. 2009-2010       | Peterborough         | FLC                  | 22         | 1          | FACup+CdL       | 1+0             | 0               | -                  | -                  | -                  | -           | -           | -           | 23     | 1      |
| 2010-2011            | Peterborough         | FL1                  | 34+3       | 4          | FACup+CdL       | 3+2             | 0+1             | -                  | -                  | -                  | -           | -           | -           | 42     | 5      |
| 2011-mar. 2012       | Peterborough         | FLC                  | 32         | 1          | FACup+CdL       | 1+2             | 0               | -                  | -                  | -                  | -           | -           | -           | 35     | 1      |
| Totale Peterborough  | Totale Peterborough  | Totale Peterborough  | 88+3       | 6          |                 | 9               | 1               |                    | -                  | -                  |             | -           | -           | 100    | 7      |
| mar.-mag. 2012       | Norwich City         | PL                   | 8          | 0          | FACup+CdL       | -               | -               | -                  | -                  | -                  | -           | -           | -           | 8      | 0      |
| 2012-2013            | Norwich City         | PL                   | 15         | 1          | FACup+CdL       | 2+3             | 0               | -                  | -                  | -                  | -           | -           | -           | 20     | 1      |
| 2013-2014            | Norwich City         | PL                   | 16         | 1          | FACup+CdL       | 1+3             | 0               | -                  | -                  | -                  | -           | -           | -           | 20     | 1      |
| 2014-2015            | Norwich City         | FLC                  | 7          | 0          | FACup+CdL       | 1+0             | -               | -                  | -                  | -                  | -           | -           | -           | 8      | 0      |
| 2015-2016            | Norwich City         | PL                   | 22         | 0          | FACup+CdL       | 1+3             | 0               | -                  | -                  | -                  | -           | -           | -           | 26     | 0      |
| 2016-2017            | Norwich City         | FLC                  | 33         | 0          | FACup+CdL       | 2+2             | 0               | -                  | -                  | -                  | -           | -           | -           | 37     | 0      |
| Totale Norwich City  | Totale Norwich City  | Totale Norwich City  | 101        | 2          |                 | 18              | 0               |                    | -                  | -                  |             | -           | -           | 119    | 2      |
| 2017-2018            | Wolverhampton        | FLC                  | 29         | 1          | FACup+CdL       | 1+3             | 0               | -                  | -                  | -                  | -           | -           | -           | 33     | 1      |
| 2018-2019            | Wolverhampton        | PL                   | 34         | 1          | FACup+CdL       | 5+1             | 0               | -                  | -                  | -                  | -           | -           | -           | 40     | 1      |
| 2019-gen. 2020       | Wolverhampton        | PL                   | 11         | 0          | FACup+CdL       | 0+2             | 0               | UEL                | 6                  | 0                  | -           | -           | -           | 19     | 0      |
| Totale Wolverhampton | Totale Wolverhampton | Totale Wolverhampton | 74         | 2          |                 | 12              | 0               |                    | 6                  | -                  |             | -           | -           | 92     | 2      |
| gen.-mag. 2020       | Leicester City       | PL                   | 5          | 0          | FACup+CdL       | 0               | 0               | -                  | -                  | -                  | -           | -           | -           | 5      | 0      |
| Totale carriera      | Totale carriera      | Totale carriera      | 371+3      | 16         |                 | 46              | 1               |                    | 6                  | 0                  |             | 7           | 0           | 433    | 17     |

## Palmarès

### Club

#### Competizioni nazionali
- Campionato inglese di seconda divisione: 1

Wolverhampton: 2017-2018